# Kinzang Lhamo
Kinzang Lhamo (15 juni 1998) is een Bhutanees marathon- en ultramarathonloper. In 2024 nam ze deel aan de marathon op de Olympische Spelen in Parijs, waar ze de laatste finisher was.

## Carrière
In 2022 finishte Lhamo als tweede in de Snowman Race, een vijfdaagse ultramarathon in haar thuisland.
In 2024 kreeg Lhamo een van de zes startplaatsen op basis van universaliteit voor de marathon op de Olympische Spelen in Parijs toegewezen, nadat ze eerder dat jaar de internationale marathon van Bhutan had gewonnen. Als enige vrouwelijke deelneemster van haar land werd ze ook geselecteerd al vlaggendrager bij de openingsceremonie. De olympische marathon voltooide ze in drie uur en bijna 53 minuten, waarmee ze op de laatste plek eindigde.